# Ian McKinley
Ian Spencer McKinley (Dublino, 4 dicembre 1989) è un ex rugbista a 15 e allenatore di rugby a 15 irlandese naturalizzato italiano, mediano d'apertura internazionale per l'Italia.

## Biografia
Cresciuto nelle giovanili del Leinster esordì in prima squadra nella Celtic League 2008-09 e prese parte con l'Irlanda U-20 al mondiale di categoria in Giappone del 2009.
A gennaio 2010, durante una fase di gioco di un incontro di campionato, il suo occhio sinistro fu colpito accidentalmente dal tacchetto della scarpa di un compagno di squadra; operato d'urgenza, perse quasi il 50% della vista da tale occhio; tornato in campo dopo sei mesi, dopo poco perse del tutto la vista perché i contrasti gli procurarono un distacco di retina e fu quindi costretto a ritirarsi, avendo visione solo monoculare.
Conseguito il diploma di allenatore, nell'estate del 2012 Collie McEntee, all'epoca capo della scuola tecnica del Leinster, indirizzò McKinley in Italia a Udine grazie a un accordo di collaborazione tecnica tra la franchise irlandese e il club friulano Leonorso Rugby Udine.
Nel 2013 suo fratello Philip incontrò uno studente di una scuola irlandese di design, Johnny Merrigan, che progettò un paio di occhiali protettivi poi costruiti dalla ditta bolognese Raleri, e in seguito approvati nel 2014 dalla federazione internazionale, che permisero a Ian McKinley, che nel frattempo aveva riacquistato parte della sua vista all'occhio sinistro, di tornare a giocare mantenendo gli occhi al riparo dai contrasti. Riprese quindi a giocare per gli udinesi e il 2 marzo 2014 debuttò nel campionato italiano contro Oderzo, realizzando anche due mete e sfiorando a fine stagione la storica promozione in serie B con la Leonorso Rugby, perdendo per un punto la finale di ritorno.
Nell'Eccellenza 2014-15 tornò al professionismo con Viadana e ad aprile del 2015 fu invitato dai Barbarians per un incontro-esibizione con l'Heriot’s, club scozzese.
A settembre 2015 divenne un permit player della franchise italiana delle Zebre e, a maggio 2016, fu comunicato il suo ingaggio a partire dal Pro12 2016-17 da parte del Benetton.
Nel 2017, per la regola dei tre anni consecutivi di militanza nel campionato di una federazione straniera, divenne idoneo al tesseramento per l'Italia e fu aggregato dal C.T. Conor O'Shea alla spedizione azzurra di metà anno 2017, senza esordire; il debutto è avvenuto l'11 novembre dello stesso anno a Catania contro Figi insieme ai primi 3 punti, frutto della realizzazione di un calcio di punizione.

## Palmarès
- Trofei Eccellenza : 1
Viadana: 2015-16